# 小短趾百灵

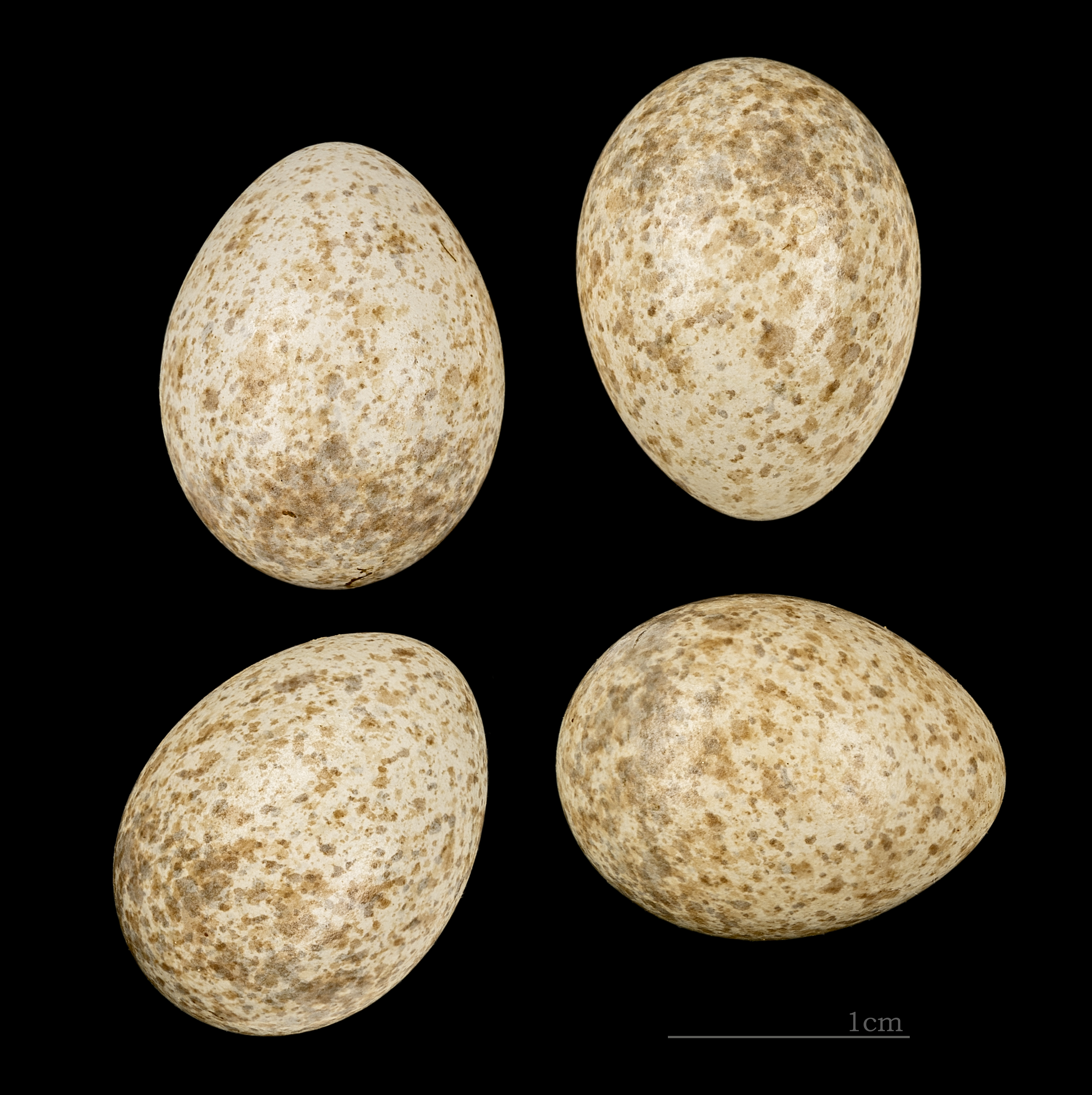
Calandrella rufescens minor

小短趾百灵（学名：Calandrella rufescens），是百灵科短趾百灵属的一种，是全面迁徙的候鸟，分布于巴勒斯坦、塞尔维亚、埃及、利比亚、以色列、土库曼斯坦、西班牙、土耳其、保加利亚、挪威、直布罗陀、阿曼、突尼斯、卡塔尔、中国大陆、毛里塔尼亚、奥地利、乌兹别克斯坦、德国、芬兰、罗马尼亚、沙特阿拉伯、阿拉伯联合酋长国、约旦、黑山、乌克兰、瑞典、巴基斯坦、俄罗斯、塞浦路斯、黎巴嫩、阿塞拜疆、格鲁吉亚、英国、亚美尼亚、摩洛哥、伊朗、爱尔兰、哈萨克斯坦、希腊、阿富汗、科威特、塔吉克斯坦、吉尔吉斯斯坦、阿尔及利亚、荷兰、叙利亚、瑞士、巴林、马耳他、伊拉克、葡萄牙、意大利和西撒哈拉。该物种的保护状况被评为无危。
小短趾百灵的平均体重约为25.2克。栖息地包括温带草原、温带疏灌丛、亚热带或热带的（低地）干燥疏灌丛和盐沼。